# SMAP
|  | Per al satèl·lit espacial de la NASA, vegeu Soil Moisture Active Passive. |

SMAP va ser un grup masculí japonès de cinc membres debutat l'any 1991 pertanyent a l'agència Johnny & Associates, dissolt el 31 de desembre de 2016. El grup ha estat un dels més populars al Japó. Els seus membres, a més de cantants, després de la desaparició del grup continuen sent reconeguts actors i participants en programes de televisió. Dintre de l'agència Johnny & Associates, van ser els primers a incorporar el factor de participar més en programes no estrictament musicals a televisió, com comèdies o sèries, entre d'altres.

## Biografia
SMAP va debutar el 1991, època en què els idols sota la premissa d'una cara bonica i els mateixos programes de música ja no omplien les expecatives dels fans que esperaven alguna cosa més. En el moment del seu debut, el grup no va assolir ni la desena posició en les llistes de vendes. Johnny Kitagawa va emprendre una estratègia per rellançar el grup i va contactar amb diverses cadenes de televisió perquè SMAP participés regularment en programes de varietats i de comèdia, amb gran èxit, que els ha permès continuar en el món dels idols rabassant el límit d'edat que normalment estava establert per aquesta mena d'artistes.
Un dels seus programes de varietats més coneguts és SMAPxSMAP, encara avui en antena des de la seva posada en marxa el 1996, que acostuma a tenir convidats del món de l'espetacle japonès i també figures internacionals, com Lady Gaga.
Des d'ençà les activitats del grup, que van servir d'exemple per a la resta de l'agència, van diversificar-se vers les sèries de televisió, el cinema i, per la seva popularitat, alguns dels seus membres, Tsuyoshi Kusanagi i Shingo Katori, han participat en programes i produccions sud-coreanes i en campanyes del govern japonès, respectivament; a nivell conjunt, el setembre de 2011, després del terratrèmol i tsunami de Tohoku, van realitzar una tasca diplomàtica a Pequín en agraiment per l'ajuda donada després del desastre natural. Allà van reunir amb el llavors primer ministre Wen Jiabao, el qual va dir que esperava que la visita d'SMAP pogués millorar l'amistat entre la Xina i el Japó; en aquella ocasió el grup va oferir un concert a la capital xinesa.
D'altra banda, la llarga història del grup no ha estat lliure d'escàndols. Encara avui la marxa del membre Mori Katsuyuki per a dedicar-se al ciclomotor és un tema sensible. Altres exemples han estat relacionats amb accidents de trànsit o amb actes d'indecència pública. No obstant això, malgrat les opinions negatives que van sorgir, el grup va continuar funcionant.
Per decisió d'alguns membres del grup, el 2016 es va anunciar la dissolució del grup al finalitzar l'any, que es va fer efectiva el 31 de desembre.

## Membres
SMAP estigué compost de cinc membres:
- Masahiro Nakai: nascut el 18 d'agost de 1972 a Kanagawa.
- Takuya Kimura: nascut el 13 de novembre de 1972 a Tòquio.
- Goro Inagaki: nascut el 8 de desembre de 1973 a Tòquio.
- Tsuyoshi Kusanagi: nascut el 9 de juliol de 1974 a Ehime.
- Shingo Katori: nascut el 31 de gener de 1977 a Kanagawa

### Ex-membres
- Mori Katsuyuki